# Ji Dong-won
Ji Dong-won (ur. 28 maja 1991 w Czedżu) – południowokoreański piłkarz występujący na pozycji napastnika. Od 2015 jest zawodnikiem FC Augsburg.

## Kariera klubowa
Ji jako junior grał w zespołach Gwangyang Jecheol High School, Reading oraz ponownie Gwangyang Jecheol High School. W 2010 roku trafił do Chunnam Dragons z K-League. W tych rozgrywkach zadebiutował w sezonie 2010. Rozegrał wówczas 22 spotkania i zdobył 7 bramek, a w lidze zajął z klubem 10. miejsce.
W czerwcu 2011 roku podpisał trzyletni kontrakt z występującym w Premier League Sunderlandem.
1 stycznia 2013 roku został wypożyczony do końca sezonu do Augsburga.

## Kariera reprezentacyjna
W reprezentacji Korei Południowej Ji zadebiutował w 30 grudnia 2010 roku w wygranym 1:0 towarzyskim meczu z Syrią, w którym strzelił także gola.
W 2011 roku został powołany do kadry na Puchar Azji.